# Vijñānabhairava Tantra

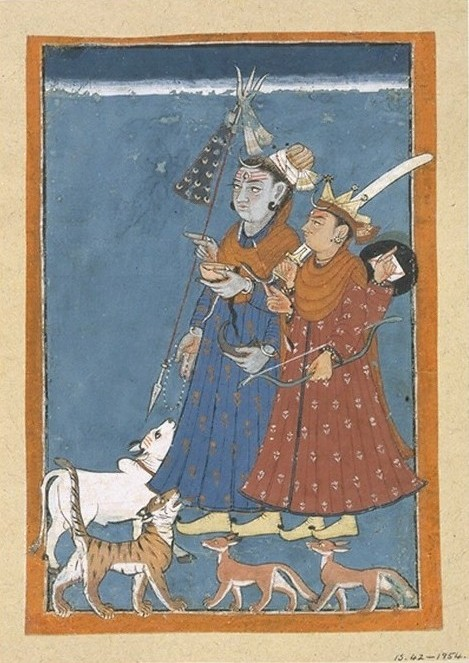
Śiva e Pārvatī, dipinto del XVIII secolo

Il Vijñānabhairava Tantra (devanagari: विज्ञान भैरव तन्त्र), spesso trascritto come Vigyana Bhairava Tantra, è un testo tantrico non dualista, fondamentale nella scuola Trika presso lo Śaivismo del Kashmir.

## Genesi del testo
Il Vijñānabhairava Tantra è un capitolo del Rūdrayāmala Tantra, un testo le cui origini, secondo la tradizione, non sono umane e che ci è giunto per rivelazione divina e successiva trasmissione orale. Il guru indiano Osho Rajneesh stima approssimativamente in cinquemila anni l'età del testo.
Secondo lo swami Nishchalananda Saraswati, il Vijñana Bhairava Tantra sarebbe stato scritto più verosimilmente nel IX secolo CE, basandosi su tecniche tantriche che risalirebbero però a un'epoca ben anteriore.
È Vāmanadatta, un autore viṣṇuita, il primo a menzionare il testo nel IX secolo. Contrariamente ad altri testi simili, il Vijñānabhairava Tantra non è stato soggetto a commenti in quell'epoca, sebbene sia citato con frequenza da autori quali, ad esempio: Kṣemarāja, Abhinavagupta e Jayaratha (del primo autore si possiede un commento fino all'insegnamento 23).
Bhairava significa "terrifico" o anche "formidabile", ed è uno degli appellativi di Śiva quando si fa riferimento al suo aspetto aggressivo. Tale aspetto è altresì  personificato come divinità sia presso l'Induismo sia presso il Buddhismo: Bhairava è il distruttore dell'ignoranza, dell'illusione. Vijñana sta per "conoscenza", mentre Tantra fa riferimento all'insieme delle tradizioni tantriche ed è qui traducibile come "metodo". Letteralmente si può quindi tradurre: "metodo per distruggere l'ignoranza e raggiungere la conoscenza".
Osho traduce il titolo come "Via per andare al di là della coscienza" («technique of going beyond consciouseness»), identificando bhairava non propriamente con lo stato oltre la coscienza stessa, quanto con lo stato al di là del dualismo "coscienza non-coscienza":
(Osho, Il libro dei segreti, Op. cit.)
Da questo punto di vista, fa notare l'orientalista Raniero Gnoli, il Vijñānabhairava Tantra è un manuale yoga, là ove si intenda yoga nel senso di "unione" e non nel senso di "concentrazione" esposto negli Yoga Sūtra di Patañjali: unione con Śiva-Bhairava, in uno stato quindi al di là del dualismo.

## Contenuto
Il testo è strutturato nella forma di dialogo fra Pārvatī e Śiva. Pārvatī, consorte di Śiva, è qui da intendersi come un aspetto del divino, del resto Pārvatī è Śakti medesima: l'energia divina, immanente nell'universo, là dove, secondo la scuola Trika, Śiva rappresenta l'aspetto trascendente supremo. Śiva, Śakti e Aṇu (l'elemento individuale, l'uomo) costituiscono una delle triadi della scuola Trika (trinità).
Pārvatī si rivolge a Śiva e gli pone alcune domande, pregandolo così di dissiparle i dubbi riguardo alla sua stessa natura divina e a quella dell'universo. Amorevolmente («o radiosa») il consorte le risponde elencando 112 insegnamenti, un compendio di tecniche di meditazione: il Tantra in oggetto. Śiva non espone dunque alcuna dottrina o filosofia, non risponde direttamente alle domande di Pārvatī: la via della razionalità non è quella adatta per giungere alla comprensione della realtà delle cose. Śiva non spiega cosa, ma come.
Il linguaggio scelto da Śiva, fa notare Osho, è un linguaggio d'amore, non cattedratico: quest'ultimo è un linguaggio aggressivo, espone cercando di imporre. Il linguaggio d'amore brama invece l'unione con l'altro, non è centrato in chi parla ma sul comune percorso: «lo stato di "bhairava" è amore assoluto».
Da un altro punto di vista, quello dell'intelletto, le tecniche esposte hanno come obiettivo quello di riportare la mente nel presente, sottraendola al continuo, incessante lavorio di rimuginare sul passato o fantasticare sul futuro.
Le tecniche sono grossomodo suddivisibili come basate sulla respirazione, sull'attenzione, sulla visualizzazione interiore, sui suoni, sulle emozioni, sul rapporto con l'altro o con la natura.
Nell'introduzione al suo Il libro dei segreti, Osho scrive che questo insieme di tecniche è esaustivo, è cioè adatto per tutti gli esseri umani, del passato, del presente e del futuro, e che è impossibile che il lettore non trovi almeno una tecnica che faccia al suo caso. Consiglia di sperimentare per un po' con ciascuna di esse, fino ad imbattersi in quella che comincia a dare qualche risultato. Allora egli consiglia di prendere la cosa sul serio, di approfondire quella tecnica e di farne uno strumento di vita; uno strumento che così diventi spontaneo, come spontaneo può essere il respirare. Non si tratta quindi di isolarsi e seguire pratiche ascetiche o esercitarsi nelle posture dello Yoga, ma di creare uno spazio intimo per la fioritura della beatitudine («flowering of Bliss»):
(Vijñānabhairava Tantra, 110; citato in Osho, Il libro dei segreti, Op. cit.)

## Edizioni in lingua italiana
Osho Rajneesh ha curato in cinque volumi il Vijñānabhairava Tantra, dandone una personale traduzione e organizzazione, e aggiungendo quindi a ogni sūtra un commento interpretativo. I testi sono stati pubblicati da Bompiani. L'Adelphi, nella collana Piccola Biblioteca, ha pubblicato il Vijñānabhairava Tantra tradotto da Attilia Sironi.
- Sri Vijnana Bhairava Tantra - l'Ascesa, a cura di Swami Satyasangananda Saraswati, Satyananda Ashram Italia, 2010.
- Vijñānabhairava. La conoscenza del tremendo, traduzione e commento di Attilia Sironi, introduzione di Raniero Gnoli, Adelphi, 2002.
- Daniel Odier, Tantra Yoga. Il Vijñabhairava tantra. Il «tantra della conoscenza suprema», traduzione italiana di Titti Follieri, Neri Pozza editore, 2003. ISBN 88-7305-904-X
- Osho Rajneesh, Il libro dei segreti (The book of the secrets, vol. I), traduzione di Tea Pecunia Bassani e Swami Anand Videha, Bompiani, 2008.
- Osho Rajneesh, I segreti della trasformazione (The book of the secrets, vol. II), traduzione di Gagan Daniele Pietrini e Swami Anand Videha, Bompiani, 2007.
- Osho Rajneesh, I segreti del tantra (The book of the secrets, vol. III), traduzione di Gagan Daniele Pietrini, a cura di Swami Anand Videha, Bompiani, 2008.
- Osho Rajneesh, I segreti della gioia (The book of the secrets, vol. IV), traduzione di Gagan Daniele Pietrini, a cura di Swami Anand Videha, Bompiani, 2008.
- Osho Rajneesh, I segreti del risveglio (The book of the secrets, vol. V), traduzione di Gagan Daniele Pietrini, a cura di Swami Anand Videha, Bompiani, 2008.